# Thúry József
Thúry József (Makád, 1861. december 25. – Szabadka, 1906. május 22.) magyar nyelvész, turkológus, a Magyar Tudományos Akadémia levelező tagja.

## Élete és munkássága
Középiskolai tanulmányait a Kunszentmiklósi és Budapesti Református Főgimnáziumban végezte, már gimnazistaként elkezdett törökül tanulni. 1880-ban beiratkozott a Budapesti Tudományegyetemre, ahol Vámbéry Ármin tanítványa lett. A török mellett finnugor tárgyú előadásokat is hallgatott, valamint elmélyedt az arab, a perzsa és az európai nyelvek tanulmányozásában. 1884-ben egyetemi tanulmányait négyhónapos isztambuli tanulmányúttal koronázta meg. Itt ismerkedett meg Szilágyi Dániel antikváriussal, aki keleti nyelvű kéziratok gyűjtésével és kereskedésével foglalkozott. Az ő segítségével szerzett be több olyan kéziratot, melyek későbbi kutatásainak anyagát képezték. 1884−1887 között a Kereskedelmi Akadémián tanított törököt, majd néhány hónapon keresztül Nagykőrösön tanárkodott. 1888 januárjától haláláig a Halasi Református Gimnáziumban magyart és latint tanított. Halasra az irodalomtörténész és orientalista Szilády Áron hívta meg, aki felfigyelt Thúry korai publikációira. A gimnáziumban a tanítás mellett jutott ideje a kutatásra is. Az Isztambulból magával hozott kéziratok, illetve Szilágyi Dánielnek a halála után, a mintegy 9000 darabot számláló, Halasra került könyvtára szolgáltatták az alapot tudományos tevékenységéhez. Halála előtt hat évvel, tekintettel elhatalmasodó betegségre, felmentették oktatási kötelezettségei alól, és a könyvtár rendezésével bízták meg, így minden erejét a tudományos munkának szentelhette. 1903-ban a Magyar Tudományos Akadémia a tagjai közé választotta. 1906-ban mestere, Vámbéry Ármin utódjaként meghívták a Budapesti Tudományegyetem Keleti Nyelvészeti Tanszékére. Az állást azonban már nem foglalhatta el, mert röviddel kinevezése után, május 22-én a szabadkai kórházban belehalt gyomorbetegségébe. Sírja a kiskunhalasi régi református temetőben található.
Tudományos érdeklődése különböző területekre terjedt ki: a magyar nyelv eredetére (1880-as évek); a 10. század előtti magyar történelemre (19. század vége); az oszmán-török történelemre, különös tekintettel a hódoltság korára (1890-es évek), és általánosságban a turkológiára (filológia, nyelvészet, irodalom). Az első két témakörben Thúry nem volt túlságosan sikeres. Mesterének, Vámbéry Árminnak a hatására teljes mértékben meg volt győződve arról, hogy a magyar nyelv török eredetű. A magyar-török nyelvrokonságot az 1860-70-es években Budenz József és mások már cáfolták, de ő továbbra is Vámbérynak adott igazat, és egy Magyar-Török Összehasonlító Szótár elkészítésével próbálta ezt bizonyítani. Munkája azóta is befejezetlenül és kiadatlanul nyugszik az Akadémiai Könyvtár kézirattárában. A korai magyar történelemről szóló cikkei (A magyarok eredete, őshazája és vándorlása, 1896 és A székelyek eredete, 1898) mára teljesen elavultnak tekinthetők, de bizonyos megjegyzései és feltevései figyelmet érdemelnek.
Thúry turkológiai tevékenysége főleg a keleti török és csagatáj irodalomra irányult. A turkológia ezen ága az 1870-es évek, Abel Pavet de Courteille Dictionnaire turk-orientaljának kiadása óta volt felívelőben – Vámbéry Ármin uttörő munkákat hagyott maga után a témában, és Thúry az ő nyomában járva nagy energiákat fektetett a közép-ázsiai török nyelvbe. Bizonyos hiányosságok és tévedések ellenére – melyek főleg annak tudhatóak be, hogy a korban még számos csagatáj nyelvű munkát nem fedeztek fel –, Thúry összefoglaló könyvecskéje a közép-ázsiai török nyelvű irodalomról (1904) elképesztően informatív és tucatnyi új adatot és friss megfigyelést tartalmaz. Thúrynak ez a műve az egyik első úttörő munka a közép-ázsiai török nyelvű írásbeliségről, amelyben a mai napig érvényes értékeket találhatunk. Egy másik munkájában a Bahǰat al-luġat című csagatáj szótárat mutatja be, egy egyedi kéziratot, amelyet ő maga fedezett fel Isztambulban (1903). Ez a jelentős méretű csagatáj-perzsa szótár nagyon gazdag anyagot nyújt, számos ponton részletesebb, mint a Sanglakh. Thúrynak nem volt ideje publikálnia ezt a kéziratot, így a török lexikográfia ezen értékes műve továbbra is az Akadémiai Könyvtárban várja, hogy kiadásra kerüljön.
Thúry József Vámbéry Ármin egyik legjobb tanítványa volt, módszereiben és alaposságában sokszor felül is múlta mesterét. A korai turkológia jelentős alakja volt, ám sajnálatosan rövid élete és amiatt, hogy főleg magyarul publikált, igazi nemzetközi hírnévre nem tett szert.

## Emlékezete
Nevét Kiskunhalason alapítvány, utcanév, gimnáziumi könyvtár, kopjafa is őrzi.  Makádon iskolát és utcát is elneveztek róla.

## Főbb művei, fordításai
- A kasztamuni-i török nyelvjárás. (Értekezések a Nyelv- és Széptudományok köréből. XII. kötet 7. szám). Budapest, 1885.
- Az 1663/64-iki hadjárat történetéhez. Rasid efendi török historikus müveiből. Hadtörténelmi Közlemények 1890 3−4. 361−382, 499−527.
- Török történetírók. A Magyar Tudományos Akadémia Történelmi Bizottságának megbízásából fordította és jegyzetekkel ellátta Thury József. (Török-magyarkori történelmi emlékek. Írók.) I. kötet 1893; II. kötet 1896.I. II.
- A magyarok eredete, őshazája és vándorlása. Budapest, 1896.
- A "Behdset-ül-Lugat" czímű csagatáj szótár Budapest, 1903.
- Török nyelvemlékek a XIV. század végéig Székfoglaló értekezés. Budapest, 1903
- A közép-ázsiai török irodalom. Budapest, 1904. (Törökül: On dördüncü asır sonlarına kadar Türk dili yadigarları. Ford. Ragip Hulusi. Milli Tetebbular Mecmuası 1331/1903. II. kötet. 4. szám. 82−133).
- Az „Abuska Lugatı” czimü csagataj szótár. Keleti Szemle 5 (1904) 1−25.
- A közép-ázsiai török nyelv ismertetései, Budapest, 1906. (Törökül: Orta Asya Türkçesi üzerine tetkikler. Ford. Ragip Hulusi. Milli Tetebbular Mecmuası 1331/1913. II. kötet. 4. szám. 207−233).
- Szelaniki Musztafa leírása Szigetvár ostromáról. (reprint: 1979) (fordítás)
- Török hadak Magyarországon, 1526-1566 : Kortárs török történetírók naplórészletei. (reprint: 1985) (fordítás)